# Atilio Orellana Rojas
Atilio Orellana Rojas (nacido en Las Termas de Río Hondo en 1963) es filólogo, lingüista y docente. Estudió Filología Clásica en la Universidad Nacional de Córdoba Argentina, lengua y cultura rusas, como así también Museología en España, Historia del Arte en Costa Rica y Ciencias de la Educación Estados Unidos.

## Biografía
Dictó clases de ruso durante 2 años en el Instituto "Aleksandr Pushkin" en Córdoba y durante el mismo período trabajó como intérprete de ruso. Como docente de español dictó cursos en Volksuniversiteit en la ciudad de La Haya, Países Bajos.
En 1988 comenzó a enseñar esperanto usando el método directo y trabajó en la renovación de la Liga Argentina de Esperanto mediante la organización de encuentros esperantistas de verano y luego con la refundación de la Asociación Argentina de Esperanto, que en 1995 se unificó con la Liga Argentina de Esperanto.
Como profesor dictó clases y conferencias en Argentina, Brasil, Bolivia, Cuba, Estados Unidos, etc. De ese modo él comenzó su carrera de "profesor viajero", dando clases durante los Congresos Mundiales de Esperanto y otros eventos en más de ochenta países.

Escribe en inglés, esperanto y español sobre temas indígenas, especialmente sobre aspectos lingüísticos, música y religión como así también sobre arte y museología para revistas especializadas y para la prensa esperantista.
Ocupó varios cargos en el medio esperantista: Presidente de la Asociación Argentina de Esperanto (1989-1991); Miembro del Comité de TEJO en categoría C (1992-1994); Comisionado de UEA para América (1994-2002); Miembro del Comité de UEA en categoría A (1996-1998), (2004-2006), (2007-2009) y B (1999-2001), (2001-2003). Miembro de la directiva de ILEI (1995-1999), (2003-2006), (2006-2009), Miembro del Comité de ILEI (1999-2001), (2001-2003), (2004-2007), (2007-2009), (2009-2011); Presidente de la Comisión Internacional Examinadora de UEA/ILEI (1997-2000); Miembro del Grupo de Examinadores Internacionales (2000-2003), (2003-2006), (2006-). En 2003 fue el Comisionado de UEA para la Acción esperanza.
Colaboró con la organización Diálogos Indígenas desde su nacimiento en 1998 ocupándose de la enseñanza a los hispanohablantes, ejercicos fonéticos y finalmente como consejero y colaborador en la redacción del boletín electrónico "Tamtamo".